# GigaTribe
GigaTribe es una red peer-to-peer para intercambio de archivos. Originalmente desarrollada en Francia, su versión estadounidense fue lanzada en noviembre de 2008. Ofrece una versión gratis y otra de pago; con la versión de pago los usuarios pueden restringir el acceso a sus archivos encriptados a un grupo de amigos de confianza.

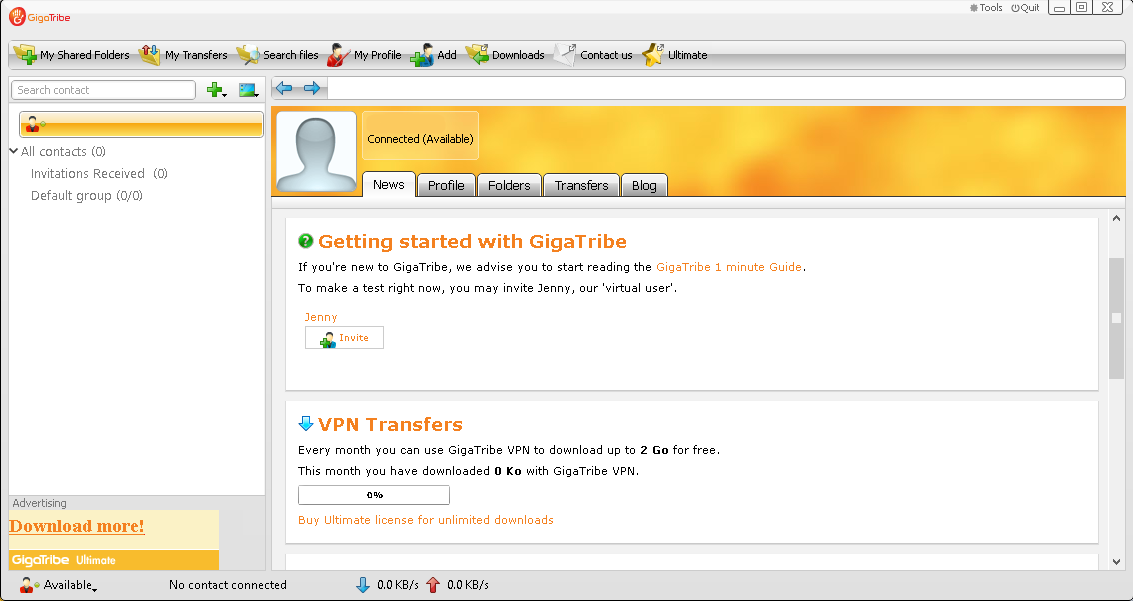

En 2010, un juez federal de Estados Unidos dictaminó que la expectativa razonable de privacidad no se extiende al intercambio de archivos en GigaTribe. En el caso, un informante le dio a la policía acceso a los archivos de sus amigos en GigaTribe, y se descubrió pornografía infantil.